# إردم شين
إردم شين (بالتركية: Erdem Şen)‏ هو لاعب كرة قدم تركي في مركز الوسط، ولد في 5 يناير 1989 في بروكسل في بلجيكا. لعب مع أولمبيك تشارلروا وتشايكور ريزه سبور وسامسون سبور وغازي عنتاب سبور وغيرسون سبور.

## وصلات خارجية
- إردم شين على موقع اتحاد تركيا (لاعب) (الإنجليزية)
- إردم شين على موقع قاعدة بيانات كرة القدم.إي يو (الإنجليزية)
- إردم شين على موقع Soccerway.com (الإنجليزية)
- إردم شين على موقع عالم كرة القدم.نت (الإنجليزية)
- إردم شين على موقع AS.com (الإسبانية)